# TotalEnergies/Saison 2025
Diese Liste beschreibt die Mannschaft und die Siege des Radsportteams TotalEnergies in der Saison 2025.

## Mannschaft
| Teamkader 2025          | Teamkader 2025     | Teamkader 2025 | Teamkader 2025                       |
| Name                    | Geburtsdatum       | Land           | Vorheriges Team                      |
| ----------------------- | ------------------ | -------------- | ------------------------------------ |
| Lucas Boniface          | 24. Oktober 2000   | Frankreich     | Vendée U Pays de la Loire (2023)     |
| Thomas Bonnet           | 13. September 1998 | Frankreich     | Vendée U Pays de la Loire (2022)     |
| Rayan Boulahoite        | 24. Februar 2004   | Frankreich     | Vendée U Pays de la Loire (2024)     |
| Alexys Brunel           | 10. Oktober 1998   | Frankreich     | UAE Team Emirates (2022)             |
| Mathieu Burgaudeau      | 17. November 1998  | Frankreich     | Vendée U Pays de la Loire (2018)     |
| Steff Cras              | 13. Februar 1996   | Belgien        | Lotto-Soudal (2022)                  |
| Florian Dauphin         | 6. April 1999      | Frankreich     | Arkéa-B&B Hôtels Continentale (2024) |
| Joris Delbove           | 15. Juli 2000      | Frankreich     | Saint Michel-Mavic-Auber 93 (2024)   |
| Alexandre Delettre      | 25. Oktober 1997   | Frankreich     | Saint Michel-Mavic-Auber 93 (2024)   |
| Fabien Doubey           | 21. Oktober 1993   | Frankreich     | Circus-Wanty Gobert (2020)           |
| Sandy Dujardin          | 29. Mai 1997       | Frankreich     | Vendée U Pays de la Loire (2021)     |
| Thomas Gachignard       | 17. August 2000    | Frankreich     | Saint Michel-Mavic-Auber 93 (2023)   |
| Fabien Grellier         | 31. Oktober 1994   | Frankreich     | Vendée U (2015)                      |
| Émilien Jeannière       | 26. September 1998 | Frankreich     | Vendée U Pays de la Loire (2022)     |
| Jordan Jegat            | 7. Juni 1999       | Frankreich     | CIC U Nantes Atlantique (2023)       |
| Alan Jousseaume         | 3. August 1998     | Frankreich     | Vendée U Pays de la Loire (2021)     |
| Pierre Latour           | 12. Oktober 1993   | Frankreich     | AG2R La Mondiale (2020)              |
| Samuel Leroux           | 27. November 1994  | Frankreich     | Van Rysel-Roubaix (2024)             |
| Lorrenzo Manzin         | 26. Juli 1994      | Frankreich     | Vital Concept-B&B Hotels (2019)      |
| Nicola Marcerou         | 23. September 2002 | Frankreich     | Vendée U Pays de la Loire (2024)     |
| Valentin Retailleau     | 18. Juni 2000      | Frankreich     | Decathlon-AG2R La Mondiale (2024)    |
| Geoffrey Soupe          | 22. März 1988      | Frankreich     | Cofidis, Solutions Crédits (2019)    |
| Jason Tesson            | 9. Januar 1998     | Frankreich     | Saint Michel-Auber 93 (2022)         |
| Anthony Turgis          | 16. Mai 1994       | Frankreich     | Cofidis, Solutions Crédits (2018)    |
| Baptiste Vadic          | 14. April 2002     | Frankreich     | Vendée U Pays de la Loire (2023)     |
| Mattéo Vercher          | 26. Januar 2001    | Frankreich     | Vendée U Pays de la Loire (2022)     |
|                         |                    |                |                                      |
| Quelle: ProCyclingStats |                    |                |                                      |

## Siege
| Siege | Siege  | Siege | Siege  | Siege  | Siege |
| Datum | Rennen | Staat | Klasse | Sieger |       |
| ----- | ------ | ----- | ------ | ------ | ----- |

## UCI-Weltranglisten-Platzierungen
| UCI-Ranking | UCI-Ranking | UCI-Ranking | UCI-Ranking |
| Fahrer      | Fahrer      | Land        | Punkte      |
| ----------- | ----------- | ----------- | ----------- |